# 개화동로
개화동로는 경기도 고양시 덕양구 행주외동 행주대교 나들목에서 서울특별시 강서구 방화동 김포공항입구 교차로를 잇는 도로이다. 개화동을 지나는 도로이기 때문에 개화동로로 명명되었다. 이전에는 개화로, 개화동길로도 불렸다.

## 역사
- 1981년 : 개화로로 지정, 구간 김포국제공항 입구 지하차도 (남부순환로 직결) - 개화교 총거리 2.6 km
- 1984년 : 개화동길로 변경 개화동 시계로 구간연장 총거리 2.8 km
- 1995년 : 행주대교, 행주대교 남단 나들목 개통으로 총 거리가 4.16km으로 연장
- 날짜 미상 : 개화동길이 개화로로 변경, 구간 변경 없음
- 2010년 3월 15일 : 2개 이상 시·도에 걸쳐 있는 도로로 개화동로를 고시[1]

## 주요 경유지
- 경기도
  - 고양시 덕양구 행주외동
  - 김포시 고촌읍
- 서울특별시
  - 강서구 (개화동 · 방화동)

## 노선
- 행주대교 나들목 ~ 행주대교 구간은 호국로와 노선 지정이 겹친다.

| 이름              | 접속 노선              | 소재지                       | 소재지                                                  | 비고                                                |
| 호국로와 직결     | 호국로와 직결          | 호국로와 직결                | 호국로와 직결                                           | 호국로와 직결                                       |
| ----------------- | ---------------------- | ---------------------------- | ------------------------------------------------------- | --------------------------------------------------- |
| 행주 분기점       | 국도 제77호선 (자유로) | 고양시                       | 덕양구                                                  | 국도 제39호선과 중복 국가지원지방도 제78호선과 중복 |
| 행주대교          |                        | 고양시                       | 덕양구                                                  | 국도 제39호선과 중복 국가지원지방도 제78호선과 중복 |
| 서울특별시        | 강서구                 |                              |                                                         | 국도 제39호선과 중복 국가지원지방도 제78호선과 중복 |
| 서울특별시        | 강서구                 | 개화 나들목                  | 국도 제39호선 (벌말로) 올림픽대로 김포한강로            | 국도 제39호선과 중복 국가지원지방도 제78호선과 중복 |
| 서울특별시        | 강서구                 | (이름 없음)                  | 국가지원지방도 제78호선 (금포로)                        | 국가지원지방도 제78호선과 중복                      |
| 서울특별시        | 강서구                 | 상사마을                     | 국도 제48호선 (김포대로)                                | 국도 제48호선과 중복                                |
| 서울특별시        | 강서구                 | 개화역입구                   | 개화동로8길                                             | 국도 제48호선과 중복                                |
| 서울특별시        | 강서구                 | 개화사거리 (김포공항 나들목) | 130호선 인천국제공항고속도로 양천로                     | 국도 제48호선과 중복                                |
| 서울특별시        | 강서구                 | 김포공항 교차로              | 김포국제공항 초원로                                     | 국도 제48호선과 중복 개화동지하차도 구간            |
| 서울특별시        | 강서구                 | 방화중학교                   |                                                         | 국도 제48호선과 중복                                |
| 서울특별시        | 강서구                 | 김포공항입구 교차로          | 김포국제공항 (하늘길) 국도 제48호선 (공항대로) 방화동로 | 국도 제48호선과 중복 공항지하차도 구간              |
| 남부순환로와 직결 |                        |                              |                                                         |                                                     |

## 주요 건물 및 시설
- 공항고등학교 (서울특별시 강서구 개화동로 495)